# Wilhelm Fredric Dalman
Vilhelm Fredrik Achates Dalman, född 26 augusti 1801 i Vissefjärda socken, Kalmar län, död 1 februari 1881 i Stockholm, var en svensk journalist och politiker. Han tillhörde adelsätten Dalman.

## Biografi
Dalman blev student vid Lunds universitet 1815 och inträdde i Kungliga kansliet 1820. Han blev där extra ordinarie kanslist i ett flertal ämbetsverk, och avancerade till kanslist i Justitierevisionsexpeditionen 1840, från vilken befattning han 1866 erhöll avsked med pension. Vid 1823 års riksdag var Dalman kanslist vid riddarhuskansliet och utövade under riksdagarna 1828–66 sin representationsrätt på riddarhuset. Inom dess liberala minoritet hade han ett ganska stort inflytande. Han var en flitig och sakrik talare och motionär, och flera av hans uppslag i liberal riktning kom på ett eller annat sätt att realiseras. Bland dem kan nämnas förslag om årliga riksdagar, om judarnas emancipation, om kvinnans förändrade myndighetsålder, med flera. Särskild betydelse hade Dalmans motion vid 1859/60 års riksdag om skrivelse till Kunglig majestät med begäran att inte sanktionera norska stortingets beslut om riksståthållarämbetets avskaffande, förrän riksens ständer fått göra sitt uttalande i frågan. Härigenom väcktes den första allvarliga unionskrisen till liv. 
Sin största insats gjorde Dalman som journalist. Han medverkade 1824–28 i Allmänna journalen, försåg under 1828/30 års riksdag Dagligt Allehanda med en slags auktoriserade referat från riddarhusets förhandlingar, och utgav 1830 tidskriften Mimer och medverkade därefter i Dagligt allehanda och Svenska medborgaren, redigerade 1833–47 Dagligt allehanda, utgav under riksdagarna 1844–48 publikationen Riksdagstidning, redigerade 1849 Stockholms aftonpost, medarbetade 1850–51 i tidningen Bore, tillhörde Aftonbladets redaktion 1852–60 och skrev därefter ofta under signaturen -lm- i Nya Dagligt Allehanda och Stockholms Dagblad.
Sin sista egentliga insats gjorde han genom sitt kraftiga försvar av det De Geerska förslaget till representationsreform. Dalman har utgett ett stort antal småskrifter i olika politiska frågor samt Några anteckningar från våra ståndsriksdagar 1809-65 (1874–78).